# Vùng đất của tự do
Vùng đất của tự do (tiếng Anh: Land of the Free) là bài quốc ca của Belize. Bài hát do Samuel Alfred Haynes viết lời và Selwyn Walford Young sáng tác nhạc vào năm 1963. Bài hát trở thành quốc ca chính thức của Belize năm 1981.